# Nicole Baur
Nicole Baur, née en 1961 à Bienne (originaire de Sarmenstorf), est une journaliste et personnalité politique suisse membre des Verts. 
Elle est déléguée neuchâteloise à l'égalité entre les hommes et les femmes de 2008 à 2020 et membre de l'exécutif de la ville de Neuchâtel depuis 2021.

## Biographie
Nicole Baur est née en 1961 à Bienne,. Elle est originaire de Sarmenstof, dans le canton d'Argovie. Son père est employé aux Chemins de fer fédéraux et sa mère est femme au foyer.   
Elle étudie les sciences politiques à l'université de Lausanne et y obtient une licence en 1983,. Journaliste, elle travaille pour la Radio du Jura bernois, puis pour le Journal du Jura.  
En 1988, elle s'engage au Comité international de la Croix-Rouge et devient déléguée, d'abord au Salvador, puis à Jérusalem où elle est responsable de la région d'Hébron,. À partir de 1990, elle travaille pendant onze ans pour la Radio suisse romande, où elle est notamment coresponsable de l'émission Forum de 1995 à 1998,.  
Nicole Baur s'engage dans le parti des Verts vaudois en 2003. Elle est collaboratrice personnelle du conseiller d'État François Marthaler de 2004 à 2006. Elle est candidate aux élections fédérales de 2003. Le 8 juin 2006, elle est élue présidente unique des Verts vaudois, un parti qui a jusqu'ici toujours eu une présidence collégiale,. Lors des élections fédérales de 2007, elle manque de peu la quatrième place qui lui aurait permis de siéger au Conseil national après l'élection de Luc Recordon au Conseil des États. Elle quitte cette présidence l'année suivante, notamment en raison de désaccord avec certains autres membres de la direction du parti à propos du rôle des femmes,.  
De 2008 à 2020, choisie par le conseiller d'État Jean Studer, elle occupe la fonction de déléguée neuchâteloise à l'égalité,. En 2012, elle est élue au Conseil général (législatif) de Neuchâtel. Elle se présente aux élections fédérales de 2015 dans le canton de Neuchâtel, mais termine en dernière position et n'est pas élue. Elle se retire de la vie politique en 2016 en démissionnant du Conseil général,. Rappelée par son parti, elle se présente au Conseil communal (exécutif) de Neuchâtel, qui a fusionné avec Corcelles-Cormondrèche, Peseux et Valangin.  
Elle est élue le 25 octobre 2020 et prend la tête, le 1er janvier 2021, des services responsables de la famille, la formation, la santé et les sports,.

## Prix
- 1992 : Prix Jean-Pierre Goretta, pour l'émission Madeleine[11],[12].
- 1993 : Prix du journalisme de la Communauté des radios publiques de langue française pour l'émission Madeleine[12].